# Боровичский район
Боровичский район — административно-территориальная единица (район) и муниципальное образование (муниципальный район) в составе Новгородской области Российской Федерации.
Административный центр — город Боровичи.

## География
Площадь территории — 3137,9 км². Район расположен в юго-восточной части Новгородской области, на Валдайской возвышенности. Важной формой рельефа района является Мстинская впадина разделяющая Валдайскую возвышенность на Валдайскую гряду на юге и Тихвинскую гряду на севере.
Район граничит на западе — с Окуловским, на северо-западе — с Любытинским, на северо-востоке с Хвойнинским, на востоке с — Мошенским муниципальными районами Новгородской области, на юге с Бологовским муниципальным районом Тверской области и на юго-востоке с Удомельским муниципальным районом Тверской области.
Основная река — Мста. Наиболее крупные озёра: Пирос, Лимандрово, Шерегодра, Пелено, Люто, Шабодро.

## История
Боровичский район был образован в августе 1927 года в составе Боровичского округа Ленинградской области. В состав района вошли 49 сельсоветов бывшего Боровичского уезда Новгородской губернии:
- из Боровичской волости: Большеновоселицкий, Вельгийский, Верховский, Ерюхинский, Загорский, Качаловский, Князевский, Козловский, Котовский, Налецкий, Новоселицкий, Потерпелицкий, Путлинский, Скреплевогорушинский, Сушанский, Сушеревский, Сушиловский, Тухунский, Хоромский, Черноземский, Шиботовский, Юринский
- из Васильевской волости: Гришкинский, Еремеевский, Засыпенский, Новобрызговский, Степановский, Тимонинский, Шедомицкий
- из Волокской волости: Алешинский, Белавинский, Большекаменецкий, Большелесовский, Волокский, Выглядовский, Вятеревский, Горский, Звягинский, Лягуновский, Малиновецкий, Мощеницкий, Окладневский, Сивцевский, Солохинский, Тепецкий, Теребенский, Хвощницкий, Черемошский
- из Опеченской волости: Ёгольский.

На территории района на 1 октября 1927 года действовали 49 сельсоветов и находился 461 сельский населённый пункт.
В ноябре 1928 года был образован Межуречский с/с. Алешинский с/с был переименован в Волгинский, Лягуновский — в Озеревский, Налецкий — в Черноручский, Новоселицкий — в Передский, Солохинский — в Бобинский, Степановский — в Глинецкий, Тухунский — в Греблошский. Были упразднены Верховский, Вятеревский, Горский, Гришкинский, Ерюхинский, Загорский, Звягинский, Качаловский, Малиновецкий, Мощеницкий, Новобрызговский, Путлинский, Сивцевский, Скреплевогорушинский, Сушеревский, Тепецкий, Теребенский, Хвойницкий, Черемошский и Юринский с/с.
В 1929 году был организован Волокской район сплошной коллективизации — «Волокской колхозный комбинат», который объединял около ста колхозов, также включавший в себя Волокскую трикотажную артель, Черемошскую деревообрабатывающую артель, Волгинский кожевенный завод и кирпичные заводы и мельницы.
23 июля 1930 года Боровичский округ был упразднён, а горсовет города Боровичи и районы стали подчинены непосредственно Леноблисполкому.
8 сентября 1931 года был упразднён Гребловский с/с. В соответствии с постановлением Президиума ВЦИК от 20 сентября 1931 года в Боровичский район было передано 14 сельсоветов упразднённого Опеченского района: Ануфриевский, Барышевский, Борский, Бубаринский, Вишемский, Гребловский, Жизновский, Каменецкий, Новинский, Опеченский, Рядокский, Перелучский, Ровенский и Семерицкий, а по постановлению от 1 января 1932 года были переданы 6 сельсоветов из упразднённого Кончанского района: Быковский, Зихновский, Кончанский, Косуногорский, Сестренский, Сорокинский и 4 сельсовета из упразднённого Угловского района: Бурегский, Денесинский, Реченский, Рядокский.
1 января 1932 года из Боровичского района в Мошенской район были переданы Барышевский, Борский, Каменецкий, Перелучский,
Семерицкий и Тимонинский с/с, но уже 20 декабря Каменецкий, Перелучский и Семерицкий с/с были возвращены обратно.
20 июня 1932 года был образован рабочий посёлок Вельгия, а Вельгийский с/с был упразднён.
К 1937 году в районе было создано 283 колхоза, которые объединили 99,8 % крестьянских хозяйств.
Указом Президиума Верховного Совета РСФСР от 3 августа 1939 года Опеченский район был восстановлен, в его состав было возвращено 18 сельсоветов (Ануфриевский, Бубаринский, Бурегский, Вишемский, Ёгольский, Жизновский, Каменецкий, Князевский, Межуречский, Новинский, Опеченский, Опеченско-Рядокский, Перелучский, Реченский, Ровенский, Семерицкий, Сутоко-Рядокский, Черноземский), и с августа 1939 года по июнь 1944 года в Боровичский район входил 31 сельсовет. С 5 июля 1944 года Боровичский и Опеченский районы во вновь образованной Новгородской области.
13 апреля 1950 года Кончанский с/с был переименован в Кончанско-Суворовский.
8 июня 1954 года были образованы Любонский и Спасский с/с. Упразднены Белавинский, Большекаменецкий, Большелесовский, Быковский, Глинецкий, Еремеевский, Зехновский, Козловский, Котовский, Потерпелицкий, Сестренский, Сорокинский и Черноручский с/с.
30 декабря 1956 года был образован Большелесовский с/с.
24 марта 1960 года из Опеченского района в Боровичский был передан Сутоко-Рядокский с/с. 9 апреля были упразднены Волгинский, Греблошский, Озеревский, Спасский, Сутоко-Рядокский, Шиботовский и Хоромский с/с. Денесинский с/с был переименован в Травковский, а Выглядовский — в Кировский.
В соответствии с Указом Президиума Верховного Совета РСФСР от 17 ноября 1960 года и решением Новгородского облисполкома от 18 ноября 1960 года Опеченский район был упразднён с передачей его территории в состав Боровичского района (кроме Барышевского и Борковского сельсоветов, переданных в состав Мошенского района). В результате в Боровичский район вошли Болоненский, Бубаринский, Горский, Ёгольский, Межуречский, Опеченский, Опеченско-Рядокский, Семерицкий и Черноземский с/с.
1 февраля 1963 года Боровичский район был упразднён, а его территория вошла в Боровичский сельский район. 12 января 1965 года Боровичский район был восстановлен. В состав район вошли сельсоветы Болоненский, Большелесовский, Большеновоселицкий, Бубаринский, Волокский, Горский, Ёгольский, Засыпенский, Кировский, Кончанско-Суворовский, Косуногорский, Любонский, Окладневский, Опеченский, Опеченско-Рядокский, Передский, Семерицкий, Сушанский, Сушиловский, Травковский, Черноземский и Шедомицкий.
9 марта 1971 года был упразднён Опеченско-Рядокский с/с. 25 ноября 1974 года был упразднён Шедомицкий с/с. 22 сентября 1975 года были упразднены Косуногорский и Окладневский с/с.
5 мая 1978 года были переименованы сельсоветы: Болоненский в Перелучский, Большелесовский в Прогресский, Большеновоселицкий в Плавковский, Бубаринский в Горбинский, Горский в Реченский, Любонский в Удинский. 12 сентября 1984 года Засыпенский с/с был переименован в Починно-Сопкинский, а Черноземский — в Железковский.
Постановлениями Новгородской областной Думы от 23 июня 2004 года был ликвидирован статус населённого пункта у деревни Подольно (Плавковского сельсовета) и посёлка Пригородный (Плавковского сельсовета), а деревне Уверская Плотина на территории Перелучского сельсовета придан статус населённого пункта.

## Население
| 1939    | 1959    | 1970    | 1979    | 1989    | 2002    | 2005    | 2006    | 2007    |
| ------- | ------- | ------- | ------- | ------- | ------- | ------- | ------- | ------- |
| 63 649  | ↘26 649 | ↗32 742 | ↘25 666 | ↘21 648 | ↗76 840 | ↘75 684 | ↘74 953 | ↘73 958 |
| 2008    | 2009    | 2010    | 2012    | 2013    | 2014    | 2015    | 2016    | 2017    |
| ↘73 187 | ↘72 152 | ↘69 365 | ↘68 576 | ↘67 988 | ↘67 162 | ↘66 668 | ↘65 886 | ↘65 116 |
| 2018    | 2019    | 2020    | 2021    |         |         |         |         |         |
| ↘64 063 | ↘62 698 | ↘62 502 | ↘61 555 |         |         |         |         |         |

Боровичский муниципальный район — самый густонаселённый район области, и первый по численности населения.

### Урбанизация
В городских условиях (город Боровичи) проживают  75,26 % населения района.

### Национальный состав
По итогам переписи населения 2020 года проживали следующие национальности (национальности менее 0,1 % и другое, см. в сноске к строке «Другие»):
| Национальность | Численность, чел. | Доля     |
| -------------- | ----------------- | -------- |
| Русские        | 46 146            | 74,97 %  |
| Украинцы       | 228               | 0,37 %   |
| Азербайджанцы  | 126               | 0,20 %   |
| Белорусы       | 103               | 0,17 %   |
| Татары         | 94                | 0,15 %   |
| Армяне         | 93                | 0,15 %   |
| Чеченцы        | 70                | 0,11 %   |
| Узбеки         | 63                | 0,10 %   |
| Другие         | 14 632            | 23,78 %  |
| Итого          | 61 555            | 100,00 % |

## Административно-муниципальное устройство
В Боровичский район в рамках административно-территориального устройства входят 10 поселений как административно-территориальных единиц области. При этом город Боровичи является городом областного значения.
В рамках муниципального устройства, одноимённый Боровичский муниципальный район включает 11 муниципальных образований, в том числе 1 городское поселение и 10 сельских поселений:
| №        | Муниципальное образование                | Административный центр      | Количество населённых пунктов | Население (чел.) | Площадь (км²) |
| -------- | ---------------------------------------- | --------------------------- | ----------------------------- | ---------------- | ------------- |
| 1e-06    | Городское поселение                      |                             |                               |                  |               |
| 1        | город Боровичи                           | город Боровичи              | 1                             | ↘46 325          | 45,41         |
| 1.000002 | Сельское поселение                       |                             |                               |                  |               |
| 2        | Волокское сельское поселение             | деревня Волок               | 44                            | ↘763             | 389,58        |
| 3        | Ёгольское сельское поселение             | деревня Ёгла                | 13                            | ↗1457            | 105,20        |
| 4        | Железковское сельское поселение          | деревня Железково           | 45                            | ↘1781            | 302,06        |
| 5        | Кончанско-Суворовское сельское поселение | село Кончанское-Суворовское | 38                            | ↘551             | 497,20        |
| 6        | Опеченское сельское поселение            | село Опеченский Посад       | 45                            | ↗1803            | 701,70        |
| 7        | Перёдское сельское поселение             | деревня Перёдки             | 34                            | ↘1701            | 447,70        |
| 8        | Прогресское сельское поселение           | посёлок Прогресс            | 29                            | ↘2316            | 183,00        |
| 9        | Сушанское сельское поселение             | деревня Коегоща             | 20                            | ↗2186            | 134,00        |
| 10       | Сушиловское сельское поселение           | деревня Сушилово            | 22                            | ↗527             | 100,40        |
| 11       | Травковское сельское поселение           | посёлок Травково            | 33                            | ↘587             | 230,20        |

После принятия закона от 6 июля 1991 года «О местном самоуправлении в РСФСР» и Указа Президента Российской Федерации от 9 октября 1993 года «О реформе представительных органов власти и органов местного самоуправления в Российской Федерации» деятельность сельских Советов была досрочно прекращена. На территории района стали действовать Администрации сельсоветов, которым были переданы все полномочия. Согласно Федеральному закону от 6 октября 2003 года № 131-ФЗ «Об общих принципах организации местного самоуправления в Российской Федерации» и на основании постановления Администрации города Боровичи и Боровичского района от 18.10.2005 все Администрации сельсоветов района с 1 января 2006 года упразднены и на их территориях образованы Советы депутатов и Администрации 16 сельских поселений, и городское поселение в городе Боровичи.
На основании областного закона № 559-ОЗ с 11 ноября 2005 года в районе было образовано 17 поселений как административно-территориальных единиц области. 1 января 2006 года в рамках муниципального устройства на территории муниципального района было образовано 17 муниципальных образований: одно городское и 16 сельских поселений, а 12 апреля 2010 года вступил в силу областной закон № 715-ОЗ, сокративший число поселений и муниципальных образований со статусом сельских поселений до 10. К упразднённым с 12 апреля 2010 года поселения (сельским поселениям) относятся: Кировское, Перелучское, Плавковское, Починно-Сопкинское, Реченское и Удинское.

### Населённые пункты
В Боровичском районе 324 населённых пункта:
| №   | Населённый пункт       | Тип                     | Население | Муниципальное образование                |
| --- | ---------------------- | ----------------------- | --------- | ---------------------------------------- |
| 1   | Абросимовка            | деревня                 | 15        | Травковское сельское поселение           |
| 2   | Алёшино                | деревня                 | ↘103      | Прогресское сельское поселение           |
| 3   | Ануфриево              | деревня                 | 97        | Железковское сельское поселение          |
| 4   | Бабино                 | деревня                 | ↗10       | Прогресское сельское поселение           |
| 5   | Базарова Горка         | деревня                 | 2         | Ёгольское сельское поселение             |
| 6   | Барзаниха              | деревня                 | 2         | Железковское сельское поселение          |
| 7   | Басутино               | деревня                 | 2         | Опеченское сельское поселение            |
| 8   | Башево                 | деревня                 | →0        | Прогресское сельское поселение           |
| 9   | Безуни                 | деревня                 | →0        | Волокское сельское поселение             |
| 10  | Белавино               | деревня                 | ↘1        | Волокское сельское поселение             |
| 11  | Береговая              | деревня                 | →5        | Волокское сельское поселение             |
| 12  | Береговая Коломенка    | деревня                 | ↗8        | Волокское сельское поселение             |
| 13  | Березицы               | деревня                 | ↘60       | Волокское сельское поселение             |
| 14  | Березник               | деревня                 | ↘50       | Прогресское сельское поселение           |
| 15  | Березняки              | деревня                 | 6         | Кончанско-Суворовское сельское поселение |
| 16  | Бобино                 | деревня                 | →0        | Волокское сельское поселение             |
| 17  | Бобовик                | деревня                 | 12        | Сушиловское сельское поселение           |
| 18  | Бобровик               | деревня                 | 167       | Железковское сельское поселение          |
| 19  | Болонье                | деревня                 | 18        | Опеченское сельское поселение            |
| 20  | Большие Леса           | деревня                 | ↗17       | Прогресское сельское поселение           |
| 21  | Большие Новоселицы     | деревня                 | 68        | Железковское сельское поселение          |
| 22  | Большие Семерицы       | деревня                 | 11        | Опеченское сельское поселение            |
| 23  | Большое Обречье        | деревня                 | 7         | Кончанско-Суворовское сельское поселение |
| 24  | Большое Фофанково      | деревня                 | 6         | Травковское сельское поселение           |
| 25  | Большой Вязник         | деревня                 | 17        | Сушиловское сельское поселение           |
| 26  | Большой Глиненец       | деревня                 | 6         | Опеченское сельское поселение            |
| 27  | Большой Каменник       | деревня                 | ↘18       | Волокское сельское поселение             |
| 28  | Большой Чернец         | деревня                 | 8         | Опеченское сельское поселение            |
| 29  | Бор                    | деревня                 | ↘20       | Волокское сельское поселение             |
| 30  | Боровичи               | город                   | ↘46 325   | городское поселение город Боровичи       |
| 31  | Бортник                | деревня                 | 74        | Перёдское сельское поселение             |
| 32  | Ботково                | деревня                 | ↗5        | Волокское сельское поселение             |
| 33  | Будрино                | деревня                 | ↘27       | Прогресское сельское поселение           |
| 34  | Буреги                 | деревня                 | 16        | Железковское сельское поселение          |
| 35  | Бутырки                | деревня                 | 14        | Сушанское сельское поселение             |
| 36  | Быково                 | деревня                 | ↘12       | Прогресское сельское поселение           |
| 37  | Валугино               | деревня                 | 0         | Перёдское сельское поселение             |
| 38  | Вашково                | деревня                 | 2         | Кончанско-Суворовское сельское поселение |
| 39  | Вашнево                | деревня                 | 4         | Железковское сельское поселение          |
| 40  | Великий Порог          | деревня                 | 25        | Опеченское сельское поселение            |
| 41  | Вересимовка            | деревня                 | 12        | Травковское сельское поселение           |
| 42  | Вересовка              | деревня                 | ↘11       | Волокское сельское поселение             |
| 43  | Верховское             | деревня                 | 6         | Ёгольское сельское поселение             |
| 44  | Вилачёво               | деревня                 | 15        | Перёдское сельское поселение             |
| 45  | Виловатая Горка        | деревня                 | 8         | Перёдское сельское поселение             |
| 46  | Вишма                  | деревня                 | 28        | Железковское сельское поселение          |
| 47  | Владыкино              | деревня                 | 0         | Опеченское сельское поселение            |
| 48  | Власиха                | деревня                 | 3         | Перёдское сельское поселение             |
| 49  | Водоси                 | деревня                 | →0        | Волокское сельское поселение             |
| 50  | Волгино                | посёлок                 | 509       | Сушанское сельское поселение             |
| 51  | Волок                  | деревня                 | ↘506      | Волокское сельское поселение             |
| 52  | Волосово               | деревня                 | 0         | Опеченское сельское поселение            |
| 53  | Выглядово              | деревня                 | ↗1        | Волокское сельское поселение             |
| 54  | Высоко                 | деревня                 | 0         | Кончанско-Суворовское сельское поселение |
| 55  | Выставка               | деревня                 | 6         | Железковское сельское поселение          |
| 56  | Выставка               | деревня                 | 6         | Сушиловское сельское поселение           |
| 57  | Вятерево               | деревня                 | ↘0        | Волокское сельское поселение             |
| 58  | Гайново                | деревня                 | 13        | Сушиловское сельское поселение           |
| 59  | Гверстянка             | местечко                | 184       | Сушанское сельское поселение             |
| 60  | Гоголины               | деревня                 | 2         | Травковское сельское поселение           |
| 61  | Горбино                | деревня                 | 12        | Опеченское сельское поселение            |
| 62  | Горка                  | деревня                 | ↘5        | Волокское сельское поселение             |
| 63  | Горка                  | деревня                 | 45        | Железковское сельское поселение          |
| 64  | Горка                  | деревня                 | →8        | Прогресское сельское поселение           |
| 65  | Горлово                | деревня                 | 10        | Кончанско-Суворовское сельское поселение |
| 66  | Городок                | деревня                 | 2         | Сушиловское сельское поселение           |
| 67  | Горушка                | деревня                 | 6         | Травковское сельское поселение           |
| 68  | Горы                   | деревня                 | ↘19       | Волокское сельское поселение             |
| 69  | Греблошь               | деревня                 | ↘23       | Прогресское сельское поселение           |
| 70  | Громово                | деревня                 | ↗4        | Волокское сельское поселение             |
| 71  | Давыдово               | деревня                 | 0         | Железковское сельское поселение          |
| 72  | Девкино                | деревня                 | 13        | Опеченское сельское поселение            |
| 73  | Денесино               | деревня                 | 17        | Травковское сельское поселение           |
| 74  | Дерева                 | деревня                 | 11        | Опеченское сельское поселение            |
| 75  | Деревково              | деревня                 | 0         | Кончанско-Суворовское сельское поселение |
| 76  | Деревцово              | деревня                 | ↘0        | Прогресское сельское поселение           |
| 77  | Дерягино               | деревня                 | 21        | Сушиловское сельское поселение           |
| 78  | Долгая Лука            | деревня                 | ↗2        | Волокское сельское поселение             |
| 79  | Доманино               | деревня                 | 2         | Сушиловское сельское поселение           |
| 80  | Дубки                  | деревня                 | 3         | Ёгольское сельское поселение             |
| 81  | Дубовики               | деревня                 | ↘0        | Волокское сельское поселение             |
| 82  | Дуброви                | деревня                 | 96        | Перёдское сельское поселение             |
| 83  | Дубьё                  | деревня                 | 6         | Опеченское сельское поселение            |
| 84  | Дурилово               | деревня                 | 1         | Кончанско-Суворовское сельское поселение |
| 85  | Дымово                 | деревня                 | 4         | Железковское сельское поселение          |
| 86  | Ёгла                   | деревня                 | 840       | Ёгольское сельское поселение             |
| 87  | Елеково                | деревня                 | 18        | Железковское сельское поселение          |
| 88  | Елигово                | деревня                 | ↘93       | Волокское сельское поселение             |
| 89  | Еремеево               | деревня                 | 48        | Перёдское сельское поселение             |
| 90  | Ерюхино                | деревня                 | 0         | Травковское сельское поселение           |
| 91  | Жаворонково            | деревня                 | ↘1        | Прогресское сельское поселение           |
| 92  | Жаворонково            | деревня                 | 0         | Травковское сельское поселение           |
| 93  | Жадины                 | деревня                 | 19        | Опеченское сельское поселение            |
| 94  | Жадины                 | усадьба                 | 68        | Опеченское сельское поселение            |
| 95  | Железково              | деревня                 | 220       | Железковское сельское поселение          |
| 96  | Желомля                | посёлок                 | 205       | Травковское сельское поселение           |
| 97  | Жеребятниково          | деревня                 | ↘2        | Волокское сельское поселение             |
| 98  | Жихново                | деревня                 | 2         | Опеченское сельское поселение            |
| 99  | Жуково                 | деревня                 | 20        | Кончанско-Суворовское сельское поселение |
| 100 | Заболотье              | деревня                 | 6         | Опеченское сельское поселение            |
| 101 | Заболотье              | деревня                 | 6         | Травковское сельское поселение           |
| 102 | Загорье                | деревня                 | 6         | Травковское сельское поселение           |
| 103 | Задорье                | деревня                 | 71        | Железковское сельское поселение          |
| 104 | Заклёп                 | деревня                 | 10        | Кончанско-Суворовское сельское поселение |
| 105 | Залезёнка              | деревня                 | ↘0        | Волокское сельское поселение             |
| 106 | Замостье               | деревня                 | 0         | Опеченское сельское поселение            |
| 107 | Заполек                | деревня                 | →4        | Волокское сельское поселение             |
| 108 | Заречная               | деревня                 | 408       | Сушанское сельское поселение             |
| 109 | Засородье              | деревня                 | ↗8        | Прогресское сельское поселение           |
| 110 | Засыпенье              | деревня                 | 44        | Перёдское сельское поселение             |
| 111 | Захарино               | деревня                 | 2         | Кончанско-Суворовское сельское поселение |
| 112 | Зихново                | деревня                 | 28        | Кончанско-Суворовское сельское поселение |
| 113 | Знаменка               | деревня                 | 0         | Железковское сельское поселение          |
| 114 | Золотово               | деревня                 | 7         | Железковское сельское поселение          |
| 115 | Ивашево                | деревня                 | 0         | Опеченское сельское поселение            |
| 116 | Иевково                | деревня                 | 13        | Сушиловское сельское поселение           |
| 117 | Изонино                | деревня                 | 8         | Опеченское сельское поселение            |
| 118 | Иловатик               | деревня                 | 0         | Сушиловское сельское поселение           |
| 119 | Исаиха                 | деревня                 | 1         | Кончанско-Суворовское сельское поселение |
| 120 | Каменец                | деревня                 | 5         | Опеченское сельское поселение            |
| 121 | Каменник               | деревня                 | →2        | Прогресское сельское поселение           |
| 122 | Каменное               | деревня                 | 9         | Травковское сельское поселение           |
| 123 | Карманово              | деревня                 | 0         | Перёдское сельское поселение             |
| 124 | Карпово                | деревня                 | 2         | Кончанско-Суворовское сельское поселение |
| 125 | Качалово               | деревня                 | 24        | Перёдское сельское поселение             |
| 126 | Кировский              | посёлок                 | ↘297      | Волокское сельское поселение             |
| 127 | Клементьево            | деревня                 | 0         | Травковское сельское поселение           |
| 128 | Клин                   | деревня                 | ↘14       | Волокское сельское поселение             |
| 129 | Клопчиха               | деревня                 | 5         | Кончанско-Суворовское сельское поселение |
| 130 | Княжа                  | деревня                 | 3         | Железковское сельское поселение          |
| 131 | Князево                | деревня                 | 33        | Железковское сельское поселение          |
| 132 | Коегоща                | деревня                 | 242       | Сушанское сельское поселение             |
| 133 | Козлово                | деревня                 | 5         | Сушанское сельское поселение             |
| 134 | Козлово                | деревня                 | 8         | Травковское сельское поселение           |
| 135 | Коммунарка             | деревня                 | 0         | Железковское сельское поселение          |
| 136 | Кононово               | деревня                 | 12        | Перёдское сельское поселение             |
| 137 | Кончанское-Суворовское | село                    | 225       | Кончанско-Суворовское сельское поселение |
| 138 | Коремера               | деревня                 | 11        | Сушанское сельское поселение             |
| 139 | Короваево              | деревня                 | 16        | Перёдское сельское поселение             |
| 140 | Коровкино              | деревня                 | 30        | Перёдское сельское поселение             |
| 141 | Коршево                | деревня                 | 10        | Сушанское сельское поселение             |
| 142 | Косарево               | деревня                 | 6         | Опеченское сельское поселение            |
| 143 | Косунские Горы         | деревня                 | 16        | Кончанско-Суворовское сельское поселение |
| 144 | Котельниково           | деревня                 | 15        | Травковское сельское поселение           |
| 145 | Котово                 | деревня                 | 5         | Перёдское сельское поселение             |
| 146 | Котово                 | деревня                 | 5         | Сушиловское сельское поселение           |
| 147 | Красная Гора           | деревня                 | 4         | Перёдское сельское поселение             |
| 148 | Круппа                 | деревня                 | 110       | Железковское сельское поселение          |
| 149 | Крюкшино               | деревня                 | 4         | Опеченское сельское поселение            |
| 150 | Кузово                 | деревня                 | 9         | Железковское сельское поселение          |
| 151 | Кураково               | деревня                 | 49        | Перёдское сельское поселение             |
| 152 | Кучково                | деревня                 | 3         | Кончанско-Суворовское сельское поселение |
| 153 | Лазарево               | деревня                 | 3         | Травковское сельское поселение           |
| 154 | Лазница                | деревня                 | 29        | Опеченское сельское поселение            |
| 155 | Лебёдка                | деревня                 | 5         | Сушиловское сельское поселение           |
| 156 | Левково                | деревня                 | →0        | Волокское сельское поселение             |
| 157 | Лединка                | деревня                 | 10        | Кончанско-Суворовское сельское поселение |
| 158 | Лесное Задорье         | деревня                 | 0         | Опеченское сельское поселение            |
| 159 | Липовец                | деревня                 | 6         | Перёдское сельское поселение             |
| 160 | Лопатьево              | деревня                 | ↘22       | Волокское сельское поселение             |
| 161 | Лудилово               | деревня                 | 6         | Железковское сельское поселение          |
| 162 | Лука                   | деревня                 | 20        | Железковское сельское поселение          |
| 163 | Лыткино                | деревня                 | ↘6        | Прогресское сельское поселение           |
| 164 | Любони                 | деревня                 | ↘7        | Кончанско-Суворовское сельское поселение |
| 165 | Люля                   | деревня                 | →0        | Прогресское сельское поселение           |
| 166 | Мазихина Горка         | деревня                 | 12        | Сушанское сельское поселение             |
| 167 | Макарово               | деревня                 | 0         | Сушиловское сельское поселение           |
| 168 | Маклаково              | деревня                 | 19        | Перёдское сельское поселение             |
| 169 | Малиновец              | деревня                 | ↗21       | Волокское сельское поселение             |
| 170 | Малое Обречье          | деревня                 | 8         | Кончанско-Суворовское сельское поселение |
| 171 | Малое Фофанково        | деревня                 | 2         | Травковское сельское поселение           |
| 172 | Малые Леса             | деревня                 | →7        | Прогресское сельское поселение           |
| 173 | Малые Семерицы         | деревня                 | 16        | Опеченское сельское поселение            |
| 174 | Малый Глиненец         | деревня                 | 3         | Опеченское сельское поселение            |
| 175 | Малый Каменник         | деревня                 | →4        | Волокское сельское поселение             |
| 176 | Малый Порог            | деревня                 | 23        | Опеченское сельское поселение            |
| 177 | Малый Чернец           | деревня                 | 12        | Опеченское сельское поселение            |
| 178 | Марково                | деревня                 | 2         | Железковское сельское поселение          |
| 179 | Марьинское             | деревня                 | 22        | Опеченское сельское поселение            |
| 180 | Масловка               | деревня                 | 0         | Сушиловское сельское поселение           |
| 181 | Машкино                | деревня                 | 0         | Перёдское сельское поселение             |
| 182 | Межуричье              | деревня                 | 2         | Ёгольское сельское поселение             |
| 183 | Миноха                 | деревня                 | 1         | Кончанско-Суворовское сельское поселение |
| 184 | Михалево               | деревня                 | 2         | Ёгольское сельское поселение             |
| 185 | Михалино               | деревня                 | 3         | Железковское сельское поселение          |
| 186 | Мишино                 | деревня                 | ↘0        | Волокское сельское поселение             |
| 187 | Мнёво                  | деревня                 | 1         | Травковское сельское поселение           |
| 188 | Молодёново             | деревня                 | 5         | Железковское сельское поселение          |
| 189 | Молчановка             | посёлок                 | 49        | Травковское сельское поселение           |
| 190 | Мощеник                | деревня                 | ↘28       | Прогресское сельское поселение           |
| 191 | Мышлячье               | деревня                 | 22        | Перёдское сельское поселение             |
| 192 | Нальцы                 | деревня                 | 76        | Сушанское сельское поселение             |
| 193 | Наумовское             | деревня                 | 0         | Опеченское сельское поселение            |
| 194 | Немчуга                | деревня                 | ↗7        | Волокское сельское поселение             |
| 195 | Ненаежник              | деревня                 | ↗13       | Прогресское сельское поселение           |
| 196 | Низино                 | деревня                 | 14        | Сушанское сельское поселение             |
| 197 | Никиришино             | деревня                 | 4         | Железковское сельское поселение          |
| 198 | Никитино               | деревня                 | 24        | Травковское сельское поселение           |
| 199 | Никитино               | посёлок                 | 5         | Травковское сельское поселение           |
| 200 | Новинка                | деревня                 | 3         | Опеченское сельское поселение            |
| 201 | Новинка                | деревня                 | 5         | Травковское сельское поселение           |
| 202 | Новое Брызгово         | деревня                 | 2         | Опеченское сельское поселение            |
| 203 | Новоселицы             | деревня                 | 125       | Перёдское сельское поселение             |
| 204 | Овинчуха               | деревня                 | 0         | Ёгольское сельское поселение             |
| 205 | Овсянниково            | деревня                 | 1         | Опеченское сельское поселение            |
| 206 | Овсянниково            | деревня                 | 0         | Сушиловское сельское поселение           |
| 207 | Озерёво                | деревня                 | ↘8        | Волокское сельское поселение             |
| 208 | Окладнево              | деревня                 | ↘63       | Волокское сельское поселение             |
| 209 | Опеченский Посад       | село                    | ↘958      | Опеченское сельское поселение            |
| 210 | Опеченский Рядок       | деревня                 | 253       | Опеченское сельское поселение            |
| 211 | Опочно                 | деревня                 | 8         | Опеченское сельское поселение            |
| 212 | Орехово                | деревня                 | 8         | Перёдское сельское поселение             |
| 213 | Осиновец               | деревня                 | 20        | Кончанско-Суворовское сельское поселение |
| 214 | Остров                 | деревня                 | 0         | Железковское сельское поселение          |
| 215 | Павловка               | деревня                 | 9         | Железковское сельское поселение          |
| 216 | Павлушково             | деревня                 | 0         | Сушиловское сельское поселение           |
| 217 | Пальцево               | деревня                 | 4         | Перёдское сельское поселение             |
| 218 | Панёво                 | деревня                 | 19        | Опеченское сельское поселение            |
| 219 | Папорть                | деревня                 | 60        | Перёдское сельское поселение             |
| 220 | Первое Мая             | посёлок                 | 97        | Сушанское сельское поселение             |
| 221 | Перёдки                | деревня                 | 482       | Перёдское сельское поселение             |
| 222 | Перелоги               | деревня                 | 18        | Сушиловское сельское поселение           |
| 223 | Перелучи               | деревня                 | 301       | Опеченское сельское поселение            |
| 224 | Перхово                | деревня                 | 1         | Травковское сельское поселение           |
| 225 | Петровское             | деревня                 | 0         | Травковское сельское поселение           |
| 226 | Петухово               | деревня                 | 12        | Перёдское сельское поселение             |
| 227 | Пирусс                 | деревня                 | 27        | Железковское сельское поселение          |
| 228 | Плавково               | деревня                 | 52        | Железковское сельское поселение          |
| 229 | Плёсо                  | деревня                 | 207       | Сушанское сельское поселение             |
| 230 | Плосково               | деревня                 | 57        | Травковское сельское поселение           |
| 231 | Подборье               | деревня                 | 85        | Сушиловское сельское поселение           |
| 232 | Поддубье               | деревня                 | 0         | Ёгольское сельское поселение             |
| 233 | Подол                  | деревня                 | 0         | Кончанско-Суворовское сельское поселение |
| 234 | Покровское             | деревня                 | 0         | Кончанско-Суворовское сельское поселение |
| 235 | Полоное                | деревня                 | 10        | Опеченское сельское поселение            |
| 236 | Починная Сопка         | деревня                 | 484       | Перёдское сельское поселение             |
| 237 | Приозерье              | деревня                 | ↗5        | Прогресское сельское поселение           |
| 238 | Пристань               | деревня                 | 57        | Сушанское сельское поселение             |
| 239 | Прогресс               | посёлок                 | ↗1883     | Прогресское сельское поселение           |
| 240 | Прошково               | деревня                 | 755       | Железковское сельское поселение          |
| 241 | Прудищи                | деревня                 | ↘5        | Прогресское сельское поселение           |
| 242 | Прудник                | деревня                 | ↗15       | Прогресское сельское поселение           |
| 243 | Пукирёво               | деревня                 | 11        | Железковское сельское поселение          |
| 244 | Путлино                | деревня                 | 76        | Ёгольское сельское поселение             |
| 245 | Раздолье               | посёлок                 | ↘118      | Прогресское сельское поселение           |
| 246 | Райцы                  | деревня                 | ↘0        | Волокское сельское поселение             |
| 247 | Раменье                | деревня                 | 32        | Кончанско-Суворовское сельское поселение |
| 248 | Речка                  | деревня                 | 55        | Железковское сельское поселение          |
| 249 | Ровное                 | деревня                 | 191       | Ёгольское сельское поселение             |
| 250 | Ровное                 | деревня                 | 90        | Железковское сельское поселение          |
| 251 | Родишкино              | деревня                 | ↗8        | Волокское сельское поселение             |
| 252 | Румянцева Горка        | деревня                 | 2         | Кончанско-Суворовское сельское поселение |
| 253 | Рябиновка              | деревня                 | 4         | Кончанско-Суворовское сельское поселение |
| 254 | Садовка                | деревня                 | 25        | Сушиловское сельское поселение           |
| 255 | Саково                 | деревня                 | ↘0        | Волокское сельское поселение             |
| 256 | Селино                 | местечко                | 40        | Сушанское сельское поселение             |
| 257 | Семёновское            | деревня                 | ↗9        | Волокское сельское поселение             |
| 258 | Серафимовка            | деревня                 | ↘3        | Волокское сельское поселение             |
| 259 | Сергейково             | деревня                 | 0         | Кончанско-Суворовское сельское поселение |
| 260 | Сестрёнки              | деревня                 | 2         | Кончанско-Суворовское сельское поселение |
| 261 | Сивцево                | деревня                 | ↘9        | Волокское сельское поселение             |
| 262 | Сидорково              | деревня                 | 10        | Железковское сельское поселение          |
| 263 | Скреплёва Горушка      | деревня                 | 125       | Железковское сельское поселение          |
| 264 | Соинское               | деревня                 | 29        | Сушиловское сельское поселение           |
| 265 | Соколово               | деревня                 | 6         | Кончанско-Суворовское сельское поселение |
| 266 | Солнечная              | деревня                 | →0        | Волокское сельское поселение             |
| 267 | Солоно                 | деревня                 | 5         | Ёгольское сельское поселение             |
| 268 | Сопины                 | деревня                 | 29        | Кончанско-Суворовское сельское поселение |
| 269 | Сорокино               | деревня                 | 0         | Кончанско-Суворовское сельское поселение |
| 270 | Спасское               | деревня                 | ↘21       | Прогресское сельское поселение           |
| 271 | Старое Брызгово        | деревня                 | 6         | Опеченское сельское поселение            |
| 272 | Староселье             | деревня                 | 11        | Ёгольское сельское поселение             |
| 273 | Стрелка                | деревня                 | 3         | Опеченское сельское поселение            |
| 274 | Сутоко-Рядок           | деревня                 | 40        | Травковское сельское поселение           |
| 275 | Сушани                 | деревня                 | 155       | Сушанское сельское поселение             |
| 276 | Сушерёвка              | деревня                 | 49        | Перёдское сельское поселение             |
| 277 | Сушилово               | деревня                 | ↘1        | Прогресское сельское поселение           |
| 278 | Сушилово               | деревня                 | 196       | Сушиловское сельское поселение           |
| 279 | Сычёво                 | деревня                 | 1         | Травковское сельское поселение           |
| 280 | Талицы                 | деревня                 | 0         | Травковское сельское поселение           |
| 281 | Тельбовичи             | деревня                 | 7         | Перёдское сельское поселение             |
| 282 | Тепецкое               | деревня                 | ↗1        | Волокское сельское поселение             |
| 283 | Теребня                | деревня                 | ↘6        | Волокское сельское поселение             |
| 284 | Тимошкино              | деревня                 | 0         | Кончанско-Суворовское сельское поселение |
| 285 | Тини                   | деревня                 | ↗187      | Прогресское сельское поселение           |
| 286 | Торбасино              | деревня                 | 1         | Опеченское сельское поселение            |
| 287 | Торопина Мельница      | деревня                 | ↘21       | Волокское сельское поселение             |
| 288 | Травково               | деревня                 | 11        | Травковское сельское поселение           |
| 289 | Травково               | железнодорожная станция | 43        | Травковское сельское поселение           |
| 290 | Травково               | посёлок                 | 265       | Травковское сельское поселение           |
| 291 | Трёмово                | деревня                 | 12        | Кончанско-Суворовское сельское поселение |
| 292 | Тухун                  | деревня                 | 18        | Перёдское сельское поселение             |
| 293 | Тухун                  | посёлок                 | 249       | Перёдское сельское поселение             |
| 294 | Уверская Плотина       | деревня                 | 0         | Опеченское сельское поселение            |
| 295 | Удино                  | посёлок                 | 230       | Кончанско-Суворовское сельское поселение |
| 296 | Узмень                 | деревня                 | 9         | Железковское сельское поселение          |
| 297 | Укроево                | деревня                 | 14        | Травковское сельское поселение           |
| 298 | Ушаково                | деревня                 | 43        | Травковское сельское поселение           |
| 299 | Фаустово               | деревня                 | 91        | Железковское сельское поселение          |
| 300 | Федово                 | деревня                 | 5         | Кончанско-Суворовское сельское поселение |
| 301 | Фёдорково              | деревня                 | 9         | Железковское сельское поселение          |
| 302 | Федосино               | деревня                 | 12        | Кончанско-Суворовское сельское поселение |
| 303 | Хвощник                | деревня                 | ↘11       | Волокское сельское поселение             |
| 304 | Хламово                | деревня                 | 2         | Железковское сельское поселение          |
| 305 | Холм                   | деревня                 | ↗13       | Прогресское сельское поселение           |
| 306 | Холщагино              | деревня                 | 14        | Опеченское сельское поселение            |
| 307 | Хоромы                 | деревня                 | 88        | Сушиловское сельское поселение           |
| 308 | Чалпинка               | деревня                 | 34        | Перёдское сельское поселение             |
| 309 | Черёмошье              | деревня                 | 9         | Сушанское сельское поселение             |
| 310 | Чернаручье             | деревня                 | 8         | Сушанское сельское поселение             |
| 311 | Черноземь              | деревня                 | 71        | Железковское сельское поселение          |
| 312 | Четвёрткино            | деревня                 | 18        | Сушанское сельское поселение             |
| 313 | Шадомец                | деревня                 | 0         | Железковское сельское поселение          |
| 314 | Шапкино                | деревня                 | 16        | Железковское сельское поселение          |
| 315 | Шастово                | деревня                 | 6         | Перёдское сельское поселение             |
| 316 | Шахтёрский             | посёлок                 | 125       | Сушанское сельское поселение             |
| 317 | Шегрино                | деревня                 | 8         | Сушиловское сельское поселение           |
| 318 | Шедомицы               | деревня                 | 11        | Перёдское сельское поселение             |
| 319 | Шестниково             | деревня                 | →1        | Прогресское сельское поселение           |
| 320 | Шиботово               | деревня                 | 113       | Ёгольское сельское поселение             |
| 321 | Шипино                 | деревня                 | 20        | Железковское сельское поселение          |
| 322 | Юрино                  | деревня                 | ↗16       | Прогресское сельское поселение           |
| 323 | Юрьевец                | деревня                 | 3         | Опеченское сельское поселение            |
| 324 | Язвик                  | деревня                 | 0         | Кончанско-Суворовское сельское поселение |

## Экономика

### Промышленность
2011 год объём отгруженных товаров обрабатывающие производства (по крупным и средним организациям) 12,1 млрд руб.
- АО «Боровичский комбинат огнеупоров»;
- ЗАО «Боровичский мясокомбинат» (Боровичи);
- ОАО «Боровичский молочный завод» (Боровичи);
- АООТ «Агросервис» (Боровичи);
- ОАО «Боровичисельхозхимия» (Боровичи);
- ОАО «Сельхозэнерго» (Боровичи);
- ООО «Фарн»
- ООО "Молочный завод «Возрождение» (Волок);
- ОАО «Боровичский комбикормовый завод» (п. Комбикормового завода);
- ОАО «Опеченское РТП» (Опеченский Посад);
- ООО «Боровичиагропромснаб» (Боровичи);
- МУП «Антей» (Волгино);
- ЗАО «Боровичская ПМК № 3» (Раздолье 1);
- ОАО «Боровичская ИПС» (Гверстянка);
- ООО «Боровичский мясо-жировой комбинат НИКО» (Передки);

### Сельское хозяйство
В сельском хозяйстве в основном развиты два направления – производство и переработка молока, производство овощей открытого грунта. Среди сельхозорганизаций производителей молока наиболее крупными являются ООО «Агро-Волок» и ряд предприятий холдинга ООО «Боровичи-Агролидер». Переработкой молока и производством молочной продукции занимаются ООО «Боровичский молочный завод» и ООО «Молочный дворик». Два хозяйства, КХ Гелетей И.И. и ООО «КХ Яковлева С.А.» заняты выращиванием  овощей открытого грунта – продовольственный и семенной картофель, морковь, свеклу, капусту. Также в сфере сельского хозяйства работают около 30 мелких и средних крестьянско-фермерских  хозяйств.

## Транспорт
Боровичский район имеет прямое автомобильное сообщение с Москвой, Санкт-Петербургом, Новгородом. Есть разветвленная сеть автомобильных дорог, а также аэропорт с твердым покрытием взлетно-посадочной полосы.

## Культура
Межпоселенческий Дом народного творчества
Центр культурного развития «Боровичи»
Школа искусств им. А.К.Лядова

## Спорт
В Боровичском районе ежегодно в конце апреля — начале мая проводится открытое легкоатлетическое соревнование полумарафон «Мстинские пороги». Боровичах существует профессиональный клуб — ХК «Боровичи» (хоккей с мячом).
Стадионы
- Волна

Физкультурно-оздоровительные комплексы
- Ледовый Дворец Металлург
- ФОК Олимп
- СОК Элегия
- Спортивный клуб «Лидер Спорт»
- КСК Сосновка

## Туризм

### Достопримечательности
- В селе Кончанское-Суворовское действует Музей-заповедник А. В. Суворова.
- в Боровичах «Музей истории города Боровичи и Боровичского края», основанный в 1918 году.
- Мемориальное кладбище лаготделения «Ёгла» лагеря № 270 для военнопленных и интернированных в деревне Ёгла.
- Церковь Флора и Лавра в Великом Пороге.
- Часовня Нила Столобенского
- Подземная река Понеретка (Понерётка), приток Мсты.
- Мемориал «Вечный огонь».
- Частный музей традиционно-бытовой культуры «Истоки» п.Шахтёрский.
- Картинная галерея Алексеевых в п.Шахтёрский.
- Картинная галерея «Дом Татьяны СО-ДО.
- Церковь иконы Божией Матери «Умиление».

### Здоровье в Боровичах
- Санаторий-профилакторий АО «Боровичский комбинат огнеупоров»

### Активный отдых
- Горная Мста

### Гостиницы и базы отдыха
- Мини-гостиница «Металлург»
- Гостевой дом «Мста»
- База отдыха «Жуковская»
- База отдыха «Пирос»
- Гостиница "Олимп "

## Известные люди

### В районе родились
- священномученик архимандрит Лев (Егоров) (1889—1937)
- Гурий (Егоров) (1891—1965) — митрополит Симферопольский и Крымский
- Иванов, Александр Гаврилович (1898—1984) — режиссёр кино, народный артист СССР (1964)
- Михайлов, Фёдор Михайлович (1898—1942) — Герой Советского Союза (1965)
- Тимофеев, Сергей Иванович (1955—1994) — российский криминальный авторитет, основатель Ореховской ОПГ.